# Bristol Telephones F.C.
Bristol Telephones FC là một câu lạc bộ bóng đá có trụ sở tại Stockwood, Bristol, Anh. Câu lạc bộ hiện thi đấu tại Western League Division One và có sân nhà ở Stockwood Lane.

## Danh hiệu
- Gloucestershire County League
  - Nhà vô địch mùa giải 2016–17[1]
- Bristol & Suburban League
  - Nhà vô địch mùa giải Premier Division các mùa giải 2010–11, 2012–13[2][3]
  - Nhà vô địch Alf Bosley Cup các mùa giải 2010–11, 2011–12[2][1]
- Gloucestershire Junior Cup
  - Nhà vô địch mùa giải 1974–75
- Steve Tucker Memorial Trophy
  - Nhà vô địch mùa giải 2010–11[2]